# Maxi López
Maximiliano Gastón López, meglio noto come Maxi López (Buenos Aires, 3 aprile 1984), è un ex calciatore argentino, di ruolo attaccante.

## Biografia
Il 28 maggio 2008 sposa a Belgrano con rito civile la modella e soubrette Wanda Nara; il 31 maggio seguente ha luogo la cerimonia religiosa. La coppia ha tre figli: Valentino Gastón (nato il 25 gennaio 2009), Constantino (nato il 18 dicembre 2010) e Benedicto (nato il 20 febbraio 2012). Nel novembre 2013 la coppia annuncia di voler procedere alla separazione.
Possiede il passaporto italiano. È soprannominato La Gallina de Oro (in italiano "la gallina d'oro").

## Caratteristiche tecniche
Era un attaccante dotato di una buona potenza fisica e di un ottimo tiro, abile nell'aprire spazi per i compagni di squadra, ai tempi del Catania si è rivelato un buon finalizzatore.

## Carriera

### Club

#### River Plate
Maxi López comincia la sua carriera in Argentina nel River Plate. All'età di 17 anni debutta in prima squadra con la quale vince i campionati di Clausura 2002, 2003 e 2004 totalizzando 16 reti in 70 partite disputate, di cui 13 in 56 gare di campionato.

#### Barcellona
Nel gennaio del 2005 il Barcellona lo acquista per circa 6,5 milioni di euro per sostituire l'infortunato Henrik Larsson. Debutta nella Liga il 6 febbraio 2005 giocando gli ultimi 13 minuti nella partita persa per 2-0 al Camp Nou contro l'Atlético Madrid. Esordisce nelle competizioni UEFA per club il 23 febbraio 2005 nell'andata degli ottavi di finale della Champions League contro il Chelsea, partita nella quale segna un gol e serve un assist per il 2-1 finale; il risultato però non basta per far accedere la squadra catalana ai quarti di finale della competizione data la sconfitta per 4-2 nella partita di ritorno.
Il 30 aprile 2005 si infortuna al quinto metatarso del piede destro e rimane indisponibile per tre mesi. Nella stessa stagione conquista il campionato e all'inizio della seguente la Supercoppa di Spagna. Dopo aver recuperato dal suo infortunio, rientra in campo il 1º marzo 2006 nella partita contro l'Espanyol, terminata con il risultato di 0-0, ma successivamente rimane ai margini della squadra. Il calciatore argentino riesce comunque a vincere sia la Liga che la Champions League, giocando anche nella semifinale di andata contro il Milan, battuto per 1-0 in trasferta: entra infatti ad un minuto dalla fine dei tempi regolamentari al posto di Ronaldinho.

#### Maiorca, FK Mosca e Grêmio
Il 14 giugno 2006, in seguito all'arrivo dell'attaccante islandese Eiður Guðjohnsen al Barcellona, Maxi López viene ceduto in prestito al Maiorca, dove però non ripaga le aspettative segnando solo 3 gol in 29 partite e a fine stagione ritorna al Barcellona.
Il 16 agosto 2007 viene ufficializzato il suo trasferimento all'FK Mosca per una cifra pari a 2 milioni di euro. Con il club russo l'attaccante colleziona 9 gol in 22 presenze in campionato.
Il 13 febbraio 2009 il Grêmio annuncia l'arrivo del calciatore con la formula del prestito annuale. Nel giorno del suo debutto nel match valido per il Campionato Gaúcho contro il Santa Cruz è andato subito in gol. Il 18 marzo 2009 esordisce all'Estádio Olímpico Monumental di Porto Alegre andando ancora in rete. A fine stagione saranno 17 i gol siglati in 41 presenze tra Campionato Gaúcho, Série A e Coppa Libertadores.

#### Catania
Il 20 gennaio 2010 il Catania ufficializza l'arrivo di Maxi López per 3 milioni di euro; l'attaccante firma un contratto fino al 30 giugno 2013 da circa 800.000 euro a stagione. Debutta in Serie A il 31 gennaio 2010, giocando 55 minuti nella sfida contro l'Udinese. Nella partita successiva, Lazio-Catania (0-1), segna il suo primo gol in maglia rossoazzurra. Il 3 aprile 2010, giorno del suo ventiseiesimo compleanno, sigla la sua prima doppietta nel campionato italiano nel derby di Sicilia contro il Palermo. Chiude il campionato in doppia cifra, realizzando 11 gol in 17 partite che contribuiscono in maniera determinante alla permanenza in Serie A degli etnei.
Nella stagione successiva realizza 8 gol in 35 partite, contribuendo alla salvezza del Catania. Il 18 dicembre 2011, nella partita vinta per 2-0 dal Catania contro il Palermo, segna su calcio di rigore ed esce in lacrime, sostituito da Gonzalo Bergessio, in vista del suo addio al Catania, poi concretizzatosi nella sessione invernale di calciomercato.

#### Milan
Il 27 gennaio 2012 viene ufficializzata la cessione dell'attaccante argentino al Milan, in prestito oneroso (1,5 milioni di euro) con diritto di riscatto fissato a 8 milioni di euro. Il calciatore ha firmato con la società milanese un contratto fino al 30 giugno 2015 e percepirà circa 700.000 euro fino alla fine della stagione 2011-2012 e 1,5 milioni di euro all'anno per le seguenti tre stagioni. Sceglie la maglia numero 21.
Esordisce in maglia rossonera il 1º febbraio 2012 nella partita di campionato persa per 2-0 all'Olimpico di Roma contro la Lazio, subentrando a Mark van Bommel al 79º minuto di gioco. L'11 febbraio seguente, nella partita vinta dal Milan allo Stadio Friuli contro l'Udinese, segna il gol del momentaneo 1-1, il primo in Serie A con la maglia rossonera, e fornisce anche l'assist per il definitivo 1-2 di Stephan El Shaarawy. Al termine della stagione, ritorna al Catania.

#### Sampdoria
Il 10 luglio 2012 passa alla Sampdoria, con la formula del prestito oneroso (2,5 milioni di euro) con diritto di riscatto fissato a 6 milioni di euro. Il calciatore sceglie di indossare la maglia numero 10. Fa il suo debutto con la maglia blucerchiata il 18 agosto seguente, in occasione della partita di Coppa Italia contro la Juve Stabia, partita in cui mette a segno anche un gol; nonostante ciò la Samp viene eliminata dalla competizione, a causa della sconfitta per 5-4 dopo i calci di rigore.
Segna la sua prima rete in Serie A con la squadra genovese il 2 settembre 2012, nel corso del match giocato allo Stadio Luigi Ferraris contro il Siena e vinto per 2-1. Il 16 settembre seguente segna invece la sua prima doppietta blucerchiata nella gara Pescara-Samp (2-3). Il 4 novembre 2012, in occasione del match interno contro l'Atalanta (1-2), si infortuna al menisco esterno del ginocchio sinistro ed è costretto ad operarsi. Il 10 marzo seguente ritorna al gol, siglando, su calcio di rigore nei minuti di recupero, l'unica rete blucerchiata nella trasferta persa contro il Cagliari per 3-1. La sua prima stagione con la Sampdoria si conclude con 17 presenze e 4 gol in campionato e un'apparizione con rete in Coppa Italia. Al termine della stagione ritorna a Catania.

#### Ritorno a Catania e nuovo prestito alla Sampdoria
Dopo i prestiti al Milan e alla Sampdoria ritorna ufficialmente al Catania e sceglie la maglia nº 10. Torna a vestire la casacca rossazzurra il 26 agosto in occasione della partita tra Fiorentina e Catania, terminata 2-1 a favore dei viola ed entra all'81' al posto di Sebastián Leto. Nel prosieguo della stagione viene relegato in panchina da mister Maran, sostituendo poi il titolare Gonzalo Bergessio quando questi s'infortuna il 30 ottobre 2013. Torna al gol in maglia rossazzurra il 9 novembre 2013 contro l'Udinese, nel match vinto per 1-0, siglando la rete decisiva su calcio di rigore.
Il 28 gennaio 2014 torna alla Sampdoria, in prestito con opzione di riscatto. L'attaccante ha scelto di indossare la maglia numero 7. A Genova ritrova l'allenatore Siniša Mihajlović, con cui aveva trascorso i primi sei mesi al Catania nel 2010. Il 3 febbraio seguente segna il gol vittoria nel Derby di Genova contro il Genoa, terminato 1-0 per i blucerchiati. La mezza stagione in blucerchiato comunque non è positiva per il giocatore, che, partito come titolare nelle idee di mister Mihajlović, perde poco dopo lo spazio in favore di Stefano Okaka. Il 9 giugno torna quindi per il fine prestito a Catania.

#### ChievoVerona
Il 30 giugno 2014 firma un contratto annuale con opzione per il secondo in caso di salvezza per il ChievoVerona con un ingaggio da 600.000 euro. Al Catania, a cui era legato da un contratto fino al 2015, vanno 1,2 milioni di euro. Esordisce con la maglia gialloblu il 22 agosto nella partita persa 1-0 contro il Pescara valevole per il Terzo Turno Eliminatorio di Coppa Italia. Realizza il suo unico gol con la maglia gialloblu in Serie A alla 2ª giornata contro il Napoli al San Paolo: partita terminata 1-0 in favore dei Clivensi. In tutto colleziona 14 presenze.

#### Torino
Il 13 gennaio 2015 passa a titolo definitivo al Torino; con il club granata firma un contratto di 6 mesi con opzione per un altro anno. Il giorno dopo esordisce con la maglia granata in Torino-Lazio, gara valida per gli ottavi di finale di Coppa Italia. Il 18 gennaio in occasione di Cesena-Torino (2-3), segna il gol vittoria, il suo primo gol in maglia granata. Il 19 febbraio mette a segno una doppietta nel primo tempo di Torino-Athletic Bilbao, andata dei sedicesimi di Europa League riuscendo così a segnare in cinque campionati diversi (argentino, spagnolo, russo, brasiliano e italiano) e in tutte le competizioni internazionali (Copa Libertadores, Copa Sudamericana, Champions League ed Europa League). Complessivamente sono 11 i gol segnati nelle 23 partite disputate.
Il 1º dicembre 2015 realizza il primo gol in Coppa Italia, nel 4-1 contro il Cesena. Nella prima parte della stagione 2016-2017 trova meno spazio in campo, dapprima poiché giudicato non in forma adeguata per giocare dal neo tecnico granata Siniša Mihajlović, e quindi per l'affermazione del compagno Andrea Belotti, che nello schema dell'allenatore serbo occupa la posizione centrale del tridente d'attacco in sua vece. Termina il campionato con 16 presenze e 2 reti, messe a segno contro Roma e Lazio. Conclude la sua esperienza in maglia granata con 70 presenze e 20 reti.

#### Udinese e Vasco da Gama
Il 31 agosto 2017 passa a titolo definitivo all'Udinese. Esordisce in maglia bianconera nella vittoria interna per 1-0 col Genoa del 10 settembre, e segna i suoi primi gol con la squadra friulana il 30 settembre, realizzando una doppietta nella vittoria per 4-0 sulla Sampdoria, sua ex squadra. Il 30 novembre, in Coppa Italia contro il Perugia, realizza un poker nell'8-3 finale. Complessivamente mette insieme 29 presenze e 6 gol.
Il 15 luglio 2018 firma un contratto fino al 31 dicembre 2019 con i brasiliani del Vasco da Gama lasciando così l’Italia dopo 8 anni e mezzo.

#### Crotone, Sambenedettese e ritiro
Il 23 agosto 2019 fa ritorno in Italia dopo un anno, firmando un contratto annuale di circa 400.000€ con il Crotone, società di Serie B. Il 15 settembre fa il suo esordio assoluto nella serie cadetta in occasione del pareggio casalingo con l'Empoli. Il 26 gennaio 2020 trova il primo gol con i pitagorici trasformando il calcio di rigore del momentaneo pareggio contro lo Spezia, nella partita poi persa per 2-1. Sarà l’unico gol segnato in 14 apparizioni con i rossoblù, che centrano la promozione in Serie A.
Il 6 agosto 2020 firma per la Sambenedettese, club di Serie C, siglando un accordo su base annuale con inserimento di una clausola che farebbe scattare il rinnovo automatico in caso di promozione in Serie B. Disputa la prima partita in maglia rossoblù il 23 settembre 2020, nel primo turno preliminare in Coppa Italia contro l'Alessandria, venendo espulso al termine del primo tempo e susseguentemente squalificato per tre turni dopo frasi ingiuriose rivolte al direttore di gara.
Il 29 luglio 2021 affida ai social network il messaggio con cui comunica l'addio al calcio e la fine della propria carriera da giocatore.

### Nazionale
Nel 2001 prende parte con l'Under-17 Argentina al Campionato sudamericano e al Mondiale di categoria, dove disputa 5 partite segnando 3 gol.
Con la Nazionale Argentina Under-20 nel 2003 partecipa al Campionato sudamericano Under-20, vinto in finale contro il Brasile, durante il quale scende in campo in 4 occasioni, tutte partendo dalla panchina e ai Giochi panamericani, dove segna il gol che decide la finale vinta anche in questa occasione contro il Brasile.

### Dopo il ritiro
Il 19 luglio 2022 viene annunciato che Maxi Lopez ha acquistato il 50% del Birmingham City, squadra della seconda serie inglese, insieme all’uomo d’affari Paul Richardson per poco più di 40 milioni di euro.
Il 14 aprile 2025 viene annunciato che Maxi Lopez ha acquistato il 40% del Fc Paradiso, squadra della terza serie svizzera.

## Statistiche

### Presenze e reti nei club
Statistiche aggiornate al 9 maggio 2021.
| Stagione             | Squadra              | Campionato           | Campionato | Campionato | Coppe nazionali | Coppe nazionali | Coppe nazionali | Coppe continentali | Coppe continentali | Coppe continentali | Altre coppe | Altre coppe | Altre coppe | Totale | Totale |
| Stagione             | Squadra              | Comp                 | Pres       | Reti       | Comp            | Pres            | Reti            | Comp               | Pres               | Reti               | Comp        | Pres        | Reti        | Pres   | Reti   |
| -------------------- | -------------------- | -------------------- | ---------- | ---------- | --------------- | --------------- | --------------- | ------------------ | ------------------ | ------------------ | ----------- | ----------- | ----------- | ------ | ------ |
| 2001-2002            | River Plate          | PD                   | 17         | 1          | -               | -               | -               | CM                 | 2                  | 0                  | -           | -           | -           | 19     | 1      |
| 2002-2003            | River Plate          | PD                   | 6          | 1          | -               | -               | -               | CL                 | 1                  | 0                  | -           | -           | -           | 7      | 1      |
| 2003-2004            | River Plate          | PD                   | 17         | 6          | -               | -               | -               | CS+CL              | 4+5                | 2+0                | -           | -           | -           | 26     | 8      |
| 2004-gen. 2005       | River Plate          | PD                   | 16         | 5          | -               | -               | -               | CS                 | 2                  | 1                  | -           | -           | -           | 18     | 6      |
| Totale River Plate   | Totale River Plate   | Totale River Plate   | 56         | 13         |                 | -               | -               |                    | 14                 | 3                  |             | -           | -           | 70     | 16     |
| gen.-giu. 2005       | Barcellona           | PD                   | 8          | 0          | CR              | 0               | 0               | UCL                | 2                  | 1                  | -           | -           | -           | 10     | 1      |
| 2005-2006            | Barcellona           | PD                   | 6          | 0          | CR              | 2               | 1               | UCL                | 1                  | 0                  | SS          | 0           | 0           | 9      | 1      |
| Totale Barcellona    | Totale Barcellona    | Totale Barcellona    | 14         | 0          |                 | 2               | 1               |                    | 3                  | 1                  |             | 0           | 0           | 19     | 2      |
| 2006-2007            | Maiorca              | PD                   | 29         | 3          | CR              | 2               | 2               | -                  | -                  | -                  | -           | -           | -           | 31     | 5      |
| ago.-dic. 2007       | FK Mosca             | PL                   | 9          | 6          | KR              | 1               | 0               | -                  | -                  | -                  | -           | -           | -           | 10     | 6      |
| 2008                 | FK Mosca             | PL                   | 13         | 3          | KR              | 1               | 0               | CU                 | 1                  | 0                  | -           | -           | -           | 15     | 3      |
| Totale FK Mosca      | Totale FK Mosca      | Totale FK Mosca      | 22         | 9          |                 | 2               | 0               |                    | 1                  | 0                  |             | -           | -           | 25     | 9      |
| 2009                 | Grêmio               | A1/SP+A              | 7+25       | 1+12       | -               | -               | -               | CL                 | 9                  | 4                  | -           | -           | -           | 41     | 17     |
| gen.-giu. 2010       | Catania              | A                    | 17         | 11         | -               | -               | -               | -                  | -                  | -                  | -           | -           | -           | 17     | 11     |
| 2010-2011            | Catania              | A                    | 35         | 8          | CI              | 2               | 2               | -                  | -                  | -                  | -           | -           | -           | 37     | 10     |
| 2011-gen. 2012       | Catania              | A                    | 14         | 3          | CI              | 2               | 2               | -                  | -                  | -                  | -           | -           | -           | 16     | 5      |
| gen.-giu. 2012       | Milan                | A                    | 8          | 1          | CI              | 2               | 1               | UCL                | 1                  | 0                  | SI          | 0           | 0           | 11     | 2      |
| 2012-2013            | Sampdoria            | A                    | 17         | 4          | CI              | 1               | 1               | -                  | -                  | -                  | -           | -           | -           | 18     | 5      |
| 2013-gen. 2014       | Catania              | A                    | 12         | 1          | CI              | 1               | 0               | -                  | -                  | -                  | -           | -           | -           | 13     | 1      |
| Totale Catania       | Totale Catania       | Totale Catania       | 78         | 23         |                 | 5               | 4               |                    | -                  | -                  |             | -           | -           | 83     | 27     |
| gen.-giu. 2014       | Sampdoria            | A                    | 11         | 1          | CI              | 0               | 0               | -                  | -                  | -                  | -           | -           | -           | 11     | 1      |
| Totale Sampdoria     | Totale Sampdoria     | Totale Sampdoria     | 28         | 5          |                 | 1               | 1               |                    | -                  | -                  |             | -           | -           | 29     | 6      |
| 2014-gen. 2015       | Chievo               | A                    | 13         | 1          | CI              | 1               | 0               | -                  | -                  | -                  | -           | -           | -           | 14     | 1      |
| gen.-giu. 2015       | Torino               | A                    | 18         | 8          | CI              | 1               | 0               | UEL                | 4                  | 3                  | -           | -           | -           | 23     | 11     |
| 2015-2016            | Torino               | A                    | 26         | 4          | CI              | 3               | 2               | -                  | -                  | -                  | -           | -           | -           | 29     | 6      |
| 2016-2017            | Torino               | A                    | 16         | 2          | CI              | 2               | 1               | -                  | -                  | -                  | -           | -           | -           | 18     | 3      |
| Totale Torino        | Totale Torino        | Totale Torino        | 60         | 14         |                 | 6               | 3               |                    | 4                  | 3                  |             | -           | -           | 70     | 20     |
| 2017-2018            | Udinese              | A                    | 28         | 2          | CI              | 1               | 4               | -                  | -                  | -                  | -           | -           | -           | 29     | 6      |
| ago.-dic. 2018       | Vasco da Gama        | A1/RJ+A              | 0+19       | 0+7        | CB              | 0               | 0               | CL                 | 0                  | 0                  | -           | -           | -           | 19     | 7      |
| gen.-ago. 2019       | Vasco da Gama        | A1/RJ+A              | 8+5        | 1+2        | CB              | 6               | 1               | CL                 | 0                  | 0                  | -           | -           | -           | 19     | 4      |
| Totale Vasco Da Gama | Totale Vasco Da Gama | Totale Vasco Da Gama | 24+8       | 10         |                 | 6               | 1               |                    | -                  | -                  |             | -           | -           | 38     | 11     |
| 2019-2020            | Crotone              | B                    | 14         | 1          | CI              | 0               | 0               | -                  | -                  | -                  | -           | -           | -           | 14     | 1      |
| 2020-2021            | Sambenedettese       | C                    | 23         | 3          | CI              | 1               | 0               | -                  | -                  | -                  | -           | -           | -           | 24     | 3      |
| Totale carriera      | Totale carriera      | Totale carriera      | 432        | 97         |                 | 29              | 17              |                    | 32                 | 11                 |             | 0           | 0           | 493    | 125    |

## Palmarès

### Club

#### Competizioni statali
- Taça Guanabara: 1

Vasco da Gama: 2019

#### Competizioni nazionali
- Campionato argentino: 3

River Plate: Clausura 2002, Clausura 2003, Clausura 2004
- Campionato spagnolo: 2

Barcellona: 2004-2005, 2005-2006
- Supercoppa di Spagna: 1

Barcellona: 2005

#### Competizioni internazionali
- UEFA Champions League: 1

Barcellona: 2005-2006

### Nazionale
- Campionato sudamericano Under-20: 1

Uruguay 2003
- Giochi panamericani: 1

Santo Domingo 2003

### Individuale
- Capocannoniere della Coppa Italia: 1

2017-2018 (4 gol, a pari merito con Matteo Di Piazza e Alberto Cerri)